# Fédération mondiale de Lethwei
La Fédération mondiale de Lethwei (WLF) (birman : ကမ္ဘာ့လက်ဝှေ့အဖွဲချုပ်) a été fondée en 2019 en tant fédération internationale pour le Lethwei amateur et professionnel. La WLF a la responsabilité de sanctionner et de soutenir la croissance de Lethwei dans le monde à l'extérieur du Myanmar.
En 2018, l'homme d'affaires Danois Andi Egeberg a invité le champion du monde de Lethwei Dave Leduc et a organisé le premier séminaire Lethwei au Danemark. En 2019, Egeberg a créé la Fédération Danoise Lethwei (danois : Dansk Lethwei Forbund) et a fondé la Fédération mondiale de Lethwei dont le siège est à Copenhague. L'Association Slovaque Lethwei (slovaque : Slovenská Lethwei Associácia) qui opère en tant que membre de la Fédération mondiale Lethwei, a soutenu la croissance du sport en Europe de l'Est en sanctionnant de nombreux événements Lethwei en Slovaquie. En raison des règles violentes, Lethwei est difficile à sanctionner et n'est légal que dans quelques pays en dehors du Myanmar.
Le 7 novembre 2020, en partenariat avec la Wyoming Combat Sports Commission, la WLF a sanctionné le tout premier combat de Lethwei et le premier combat de championnat du monde de Lethwei aux États-Unis. Dave Leduc a défendu son traditionnel titre mondial de Lethwei contre l'Américain Cyrus Washington à Cheyenne, Wyoming,. En 2021, le championnat du monde amateur de Lethwei qui devait se tenir en août à Varsovie, en Pologne, a été annulé en raison des restrictions de voyage liées à la pandémie de COVID-19. Le 29 octobre 2022, la WLF a sanctionné le tout premier championnat du monde de Lethwei en Europe. Le match oppose le Slovaque Michal Kosik au Canadien Daniel Larivière à Brezno, en Slovaquie.
En 2023, la Fédération mondiale de Lethwei a sélectionné Prom Samnang comme challenger pour le championnat du monde de poids ouvert de Lethwei contre Dave Leduc en raison de sa séquence de victoires à Kun Khmer,. Le match devait avoir lieu le 27 mai 2023 à Banska Bystrica, mais a été annulé car Samnang s'est vu refuser un visa Schengen pour entrer en Slovaquie.